# Xeremía

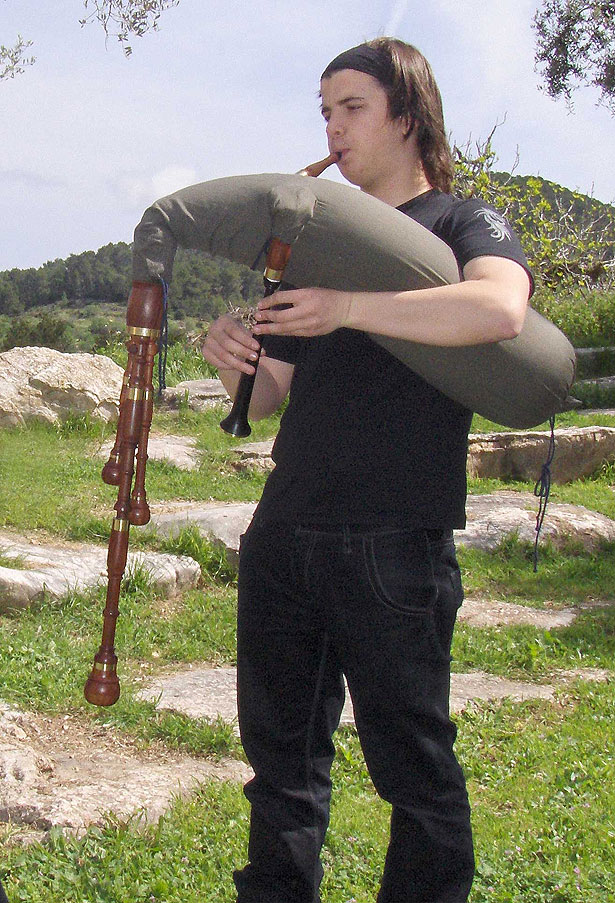
Xeremía.

La xeremía, (en plural, xeremíes) es un instrumento de la familia de las cornamusas típico de las islas Baleares (España).
La xeremía está compuesta por un saco de piel u otro material (hoy en día se fabrica con modernos materiales poliméricos) denominado sac o sarró ("saco" o "zurrón") en donde se acumula el aire y que tiene tres orificios destinados: uno al bufador ("soplador"), que es por donde se sopla y se llena de aire el zurrón; otro para el "grall" ("puntero"), que es la parte que reproduce las notas musicales y por último el de los bordons (bordones), que suelen ser tres: el principal, la "trompa" o bordó ("roncón"), que siempre suena formando una nota pedal, y los fillols, que pueden ser de adorno y no producir ningún sonido.
Tiene un sonido brillante y penetrante, característico, que ha venido acompañando las fiestas y actos de la vida en la isla desde tiempos remotos.
Para usarla, el xeremier (el músico que toca el instrumento) coge el saco entre el antebrazo y el codo, lo hincha mediante el bufador y, apretando el sarró, hace que el aire salga a través del grall , que se maneja con las dos manos. Por la trompa sale una nota continua denominada nota pedal, un do3. En algunas xeremías los bordones también suenan, emitiendo un sol3 y un do4.

## El nombre
El nombre de xeremía, o en su plural xeremíes, es de origen francés: la palabra del francés antiguo chalemie, que pasó a charemie. La influencia occitana en el Reino de Aragón fue muy fuerte desde el año 531 hasta, aproximadamente, el año 1131, y el centro cultural occitano se expandió, mediante los juglares y trovadores por todo el territorio de la Corona de Aragón.
El nombre del instrumento puede usarse en singular o en plural y tiene varias denominaciones, por lo que este instrumento recibe varios nombres dependiendo del lugar. En Baleares se le llama Xeremía, Xirimia, Xeremíes o Xirimíes, mientras que en Cataluña, Sac de gemecs.

## Partes de una xeremía
Las xeremías están compuestas por las siguientes partes:
- Sac o sarró (saco o zurrón), es la bolsa de almacenamiento de aire que alimenta el grall, las trompas y los bordones. El sarró se apoya entre el antebrazo y el codo, y se presiona para hacer que el aire fluya por los tubos que generan las diferentes notas musicales. El flujo de aire debe ser constante y regulado; esta acción es la que mayor dificultad entraña en el aprendizaje del toque del instrumento. Originalmente era de piel de oveja o de cabra; actualmente se realiza también en materiales sintéticos.

Para la fabricación de un sarró se suele, o se solía, utilizar la piel entera de un cabrito o de una oveja de unos 25 kg. Se cierra girándola, dejando así el pelo dentro, y se secciona la parte inferior convirtiendo las piernas delanteras en dos de los orificios donde se pondrán las nueces del bufador(en la derecha) y  del grall (en la izquierda), y por el cuello va el braguer, pieza de madera destinada a repartir el aire del sarró hacia la trompa y hacia los bordons. El sarró va cubierto por un "vestido", que varía según el gusto del xeremier; puede ser de alguna tela típicamente mallorquina o bien algunos xeremiers lo recubren con otra piel (normalmente de cabra) con el pelo hacia fuera (sin voltear).
- Bufador (soplador): pieza por donde se sopla e inyecta aire al sac o sarró. Es de madera y tiene una válvula en la parte inferior para evitar que el sarró se vacié por él.

- Grall (puntero): es la parte del instrumento donde se produce la melodía. Realizado en madera, tiene forma troncocónica con ocho agujeros para colocar los dedos de ambas manos. En el Grall se halla la inxa o canyeta, que es la encargada de producir el sonido. Está formado por dos láminas de caña muy finas (aunque no es usual, pueden ser de otro material) que vibran al paso del aire. La apertura o cierre de los agujeros del grall modifica la frecuencia de la vibración dentro del tubo sonoro, produciendo así las diferentes notas musicales. Se suele fabricar con caña cortada durante la luna llena de enero y dejada secar con cuidado durante un par de años (o más).

Los agujeros del grall están situados de tal forma que siete de ellos quedan en la parte superior del mismo y uno en la inferior. La posición de los dedos es la siguiente: los dedos meñique, anular, corazón e índice de la mano derecha cubren los primeros cuatro agujeros superiores; los dedos anular, corazón e índice de la izquierda los otros tres orificios superiores,  mientras que el pulgar cubre el orificio inferior. Con las  diferentes combinaciones de cubrir y descubrir los orificios se producen las notas.
- Braguer: es la pieza que une los diferentes bordones al sarró y que distribuye el aire hacia la trompa y los bordons (los bordones pueden ser solamente de adorno; en este caso se llaman fillols). Está hecho de madera y sus orificios son del diámetro adecuado al flujo de aire que se ha determinado que debe incidir sobre las brumas de los bordones.

- Bordons: son los encargados de realizar notas fijas de acompañamiento, las notas pedal, los bajos de acompañamiento. Se construyen en madera y en forma troncocónica acabados en una campana cerrada y socavón. Muchos modelos de xeremíes, los llamados tradicionales, tienen bordones solo de adorno, no suenan, entonces reciben la denominación de fillols. La bruma es la pieza encargada de producir el sonido de los bordones. Está realizada mediante una lengüeta de caña (actualmente también se fabrican con materiales plásticos) que vibra al paso del aire y, aprovechando la caja de resonancia del bordón, produce la nota musical correspondiente. La frecuencia del sonido que produce la bruma, que será el fundamento del bordón, está determinada por la longitud de su lengüeta y por su espesor. Todas la brumas de la misma xeremía deben sonar con el mismo volumen a una misma presión de aire. El sonido final del bordón se determina por las diferentes resonancias y armónicos que se producen al pasar por la campana del mismo.

- Trompa es el bordón de mayor tamaño, suena en todos los modelos de xeremíes.

El grall y el bufador se unen al saco mediante los nous (nueces), los cuales están hechos de madera.
Las xeremíes suelen ir ornamentadas, este ornamento depende del gusto del dueño y suele estar basado en un "vestido" de tela típicamente mallorquina con el que se cubre el saco y una serie de borlas y cordones de diferentes colores. Como ornamento, pero con una función de protección de las piezas de madera, se suele utilizar las Virolles que son elementos metálicos, normalmente de latón aunque a veces pueden ser de plata u otro material noble, que se sitúan en los extremos de los bordons, bufador y grall. Pueden estar adornados con grabados de soles, lunas y estrellas desconociéndose el significado de estos motivos, aunque se cree que son de origen religioso. Las faldetes y las borles se colocan entre los bordones y suelen ser de color rojo, su misión es atar las diferentes piezas de madera que conforman los bordons, intentando así evitar perder alguna pieza.
Para las piezas de madera se tiene que utilizar una madera que sea buena transmisora del sonido y que sea noble de trabajar y aguante bien la humedad. Las más características son el almendro, el cerezo, el granadillo, el boj y el ébano, aunque últimamente también se emplean la bubinga y el cocobolo. El grall se suele realizar con granadillo o almendro (la costumbre mallorquina es cortar los árboles en febrero y con luna nueva si es de hoja perenne y llena si es de hoja caduca).

## El sonido
Básicamente puede sonar una octava, desde el Si3 hasta el Do5, pudiendo octavar hasta el Sol5 a base de aumentar la presión en el sac (las notas octavadas suenan forzadas, apenas se utilizan). Apenas pueden emplearse notas alteradas, solo el Sib y el Fa# (a veces también el Do#), no siendo estas muy habituales. Las demás notas alteradas suenan bastante forzadas, por lo que prácticamente no se utilizan. La trompa es la más larga de los 3 bordons, suena gracias a la bruma, la cual hace vibrar el aire y produce el sonido.
La xeremía suele estar en Do o en Do#. Así que el grall y la trompa pueden estar en Do o en Do# un bordó en Sol o Sol# y el otro octavando en Do o Do#.
Hace pocos años las xeremíes o xeremía estaban afinadas en Do#, esta curiosa tonalidad se debe a una confusión en los inicios de la recuperación de dicho instrumento, allá por los años 1970-80.

## Afinación
A lo largo del siglo XX, la xeremía, como muchos otros instrumentos populares, estuvo al borde de su desaparición. Durante los años 70 y 80 del siglo XX hubo un fuerte movimiento de recuperación de la identidad y de las tradiciones mallorquinas. Este fenómeno de recuperación de la entidad cultural de cada pueblo ocurrió a nivel europeo.
Uno de sus más importantes logros fue la recuperación de la xeremía, prácticamente extinguida (apenas quedaban una docena de instrumentos). Para recuperarla recurrieron a la medición de métrica de los viejos instrumentos existentes. Debido a que el último instrumento realizado por un auténtico lutier (normalmente estaban hechas por aficionados de buena fe) fue hecho muchos años atrás (se desconoce una fecha exacta), eran instrumentos afinados en una antigua tonalidad de Re.
Cuando el diapasón fue actualizado (en todo el mundo occidental) y puesto a 440 Hz, las antiguas xeremíes mallorquinas se quedaron en un Re bemolizado, el cual fue interpretado como un Do#.
Actualmente coexisten con las afinadas en Do natural (cada día más frecuentes), las cuales suelen ser utilizadas más por las escuelas de xeremies y por los estols (grupos) de xeremiers. Las actuales tendencias son recuperar la tonalidad de Re (un sonido muy brillante en exteriores por bastante inestable en su afinación), mantener la tonalidad de Do (tonalidad muy musical) y el Si bemol de agradable sonoridad al oído humano y de afinación bastante estable.

## Historia
La hipótesis más extendida entre los diferentes investigadores es que las cornamusas aparecieron para reducir el esfuerzo de los músicos al soplar. La xeremía, como el resto de las cornamusas, debe proceder de los instrumentos desarrollados en las civilizaciones mesopotámicas, egipcias y asiáticas. Estos instrumentos de doble lengüeta debían de tocarse aplicando la lengüeta directamente con la boca a la que después se le añadiría una bolsa de aire. Hay quienes interpretas algunos relieves del palacio hitita de Eyuk como representación de algún tipo de cornamusa, del mismo modo también este instrumento se ha querido ver entre los músicos del rey Salomón en el viejo templo de Jerusalén. La primera representación clara de un instrumento de viento con saco es un músico que toca una flauta o instrumento similar que unido a un obre que llena mediante un fuelle accionado por el pie. Esta escultura alejandrina data del siglo I antes de Cristo. También hay noticias que Nerón tocaba algún tipo de cornamusa (y no una lira como suele creerse).
Los romanos tenían instrumentos parecidos en sus ejércitos, pero de ellos a las cornamusas medievales hay diferencias importantes. De todas formas la importancia de los romanos en la expansión de este instrumento es muy relevante.
Los primeros indicios claros y fehacientes de las cornamusas en la península ibérica datan de la Edad Media. Se sabe que los árabes conocían y tocaban el instrumento (hay quien opina que llegó a los pueblos árabes desde los pueblos germánicos y otros dicen que su origen es celta). La primera referencia escrita data del siglo IX y es una carta de San Jeroni a Dárdano  en la que dice 

El chorus es un simple cuero con dos tubos de llautó; el sonador sopla por uno, y el chorus emito el sonido por el otro

.
La influencia de la corte de Aragón y en especial la de Cataluña en las islas Baleares y el empeño en fomentar los vínculos culturales entre los dos lados del Pirineo  junto con la hegemonía catalana en Occitania la cual era un centro cultural muy peculiar. En este contexto surgen las figuras del trovador y del juglar. En 1209 se produce una llegada masiva de trovadores y juglares huyendo de Occitania debido a la represión que practicaban los monarcas del norte de Francia impulsados por el papa Inocencio III. Las cornamusas son notables en aquellos lugares donde hay presencia de la corte Aragonesa - Catalana.
Cuando Jaime I el Conquistador, conquista Mallorca e Ibiza y repuebla esas tierras con vasallos de origen catalán estos llevaron su cornamusa, el saco de gemecs, del que derivo la xeremia mallorquina.
En el archivo de la Corona de Aragón hay un documento del año 1343 que nombra a un tal Joan Mascum, juglar de cornamusa del rey que fue de Mallorches en referencia al rey Jaime III de Mallorca y se sabe que los juglares del rey de Mallorca pasaron a la corte de Pedro IV el ceremonioso junto con los que tocaban la cornamusa procedentes de la ciudad de Tortosa en el año 1353. Mabnien hay noticias de encuentros internacionales de juglares que se solían celebrar, sobre todo, en cuaresma.
Hay relatos que marcan la existencia de instrumentos de la familia de las cornamusas en Barcelona en sobre el año 1119 y en Valencia  en el 1258 donde se dice que a la procesión de san Dionisio acudieron dos trompadoreos, dos tabalers y una cornamusa. A partir de 1335 son muchos los documentos donde se menciona la cornamusa. A partir de esa época se extiende y se populariza llegando a ser usada por pastores y mendigos aunque su forma era más simple.
Durante el reinado de Alfonso V de Aragón y IV de Cataluña, llamado El Magnánimo se extendió el instrumento, junto con otros y otros rasgos culturales, a las posesiones del reino en el Mediterráneo. Hay constancia que en 1420 en la corte de Nápoles había músicos de xalamias
Es en el siglo XIX cuando se afianzan unos cambios en el instrumento que lo va definiendo tal y como hoy lo conocemos. La evolución de los otros instrumentos musicales marginó al Sac de gemecs ya que este no podría reproducir más de una octava en su escala musical. Difícil de modernizar se quedó como instrumento simple y vulgar. El retroceso que se dio en el resto de los territorios catalanes no fue tan acusado en las islas Baleares donde el aislamiento y la sociedad eminentemente rural que las habitaba siguieron conservando el instrumento en su cultura.
A mediados del siglo XX con la aparición de la televisión y la influencia que este medio tuvo en la cultura popular que sirvió para mostrar el panorama cultural oficial del régimen franquista que propiciaba una comparación cerrada de las expresiones culturales (la gaita era gallega, la jota aragonesa, el flamenco andaluz...)  perjudicó el reconocimiento de la cultura propia. También la propia dinámica de la expansión de otros entretenimientos, como el cine, influyó notablemente en que se perdieran muchas de las cuadrillas de xeremiers que se vieron notablemente reducidas durante el transcurrir del siglo XX. En 1965 moría uno de los últimos xeremiers, Francesc Pasqual conocido como El Tons.
La generalización de la costumbre de pasar el instrumento de mano en mano a la muerte de su dueño, disminuyendo mucho la construcción de  instrumentos, la venta como recuerdos turísticos de las viejas xeremies  fueron también causa de la crisis que sufrió el uso de la xeremía
Hay dos periodos diferenciados atendiendo a la forma de la xeremía. Entre el siglo XII y el XVI conviven instrumentos con trompa o sin ella. A partir del siglo XVI se adopta la forma que tiene en la actualidad, con los bordones colgando sobre el saco. La relación directa que tiene esta cornamusa con el sac de gemecs queda reflejada en la única diferencia de que mientras en el saco todos los bordones suenan, en las xeremies, puede ser que dos sean de adorno.
La xeremía, hermana cercana al sac de gemecs, se mantuvo en el fondo de la cultura popular de Baleares y a finales del siglo XX se produjo, de mano de unos cuantos grupos folclóricos y culturales su rescate y expansión.

## La cobla

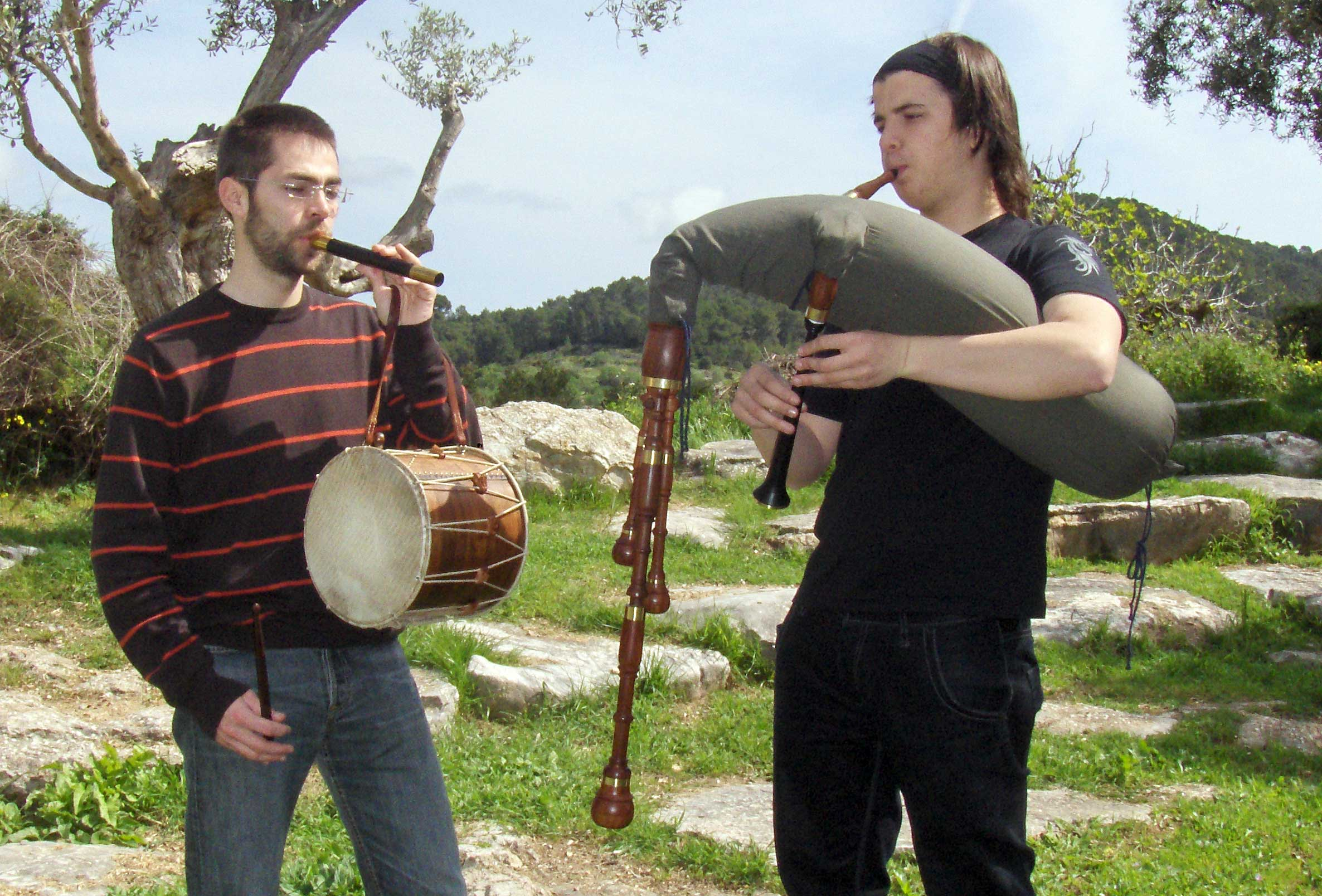
Colla compuesta de Xeremier y Flabioler (flauta pequeña y tamboril).

La xeremia se solía tocar integrada en una cuadrilla con el nombre de cobla de tres quartans, esta formación se conocía popularmente con el nombre de Ses Xeremíes. En la actualidad la formación se ha reducido a la media copla o colla en la que permanecen solo la xeremía (sac de gemecs) y el flabiol con el tamboril.
Atendiendo a su composición las coblas pueden ser de:
Media cobla
Que está formada por una xeremía (sac de gemecs) y un flabiol y tamboril. Esta forma de cobla es muy popular en Baleares y Cataluña. En ella la xeremia y el flabiol (más tamboril) simples van juntos sonando a la vez con el mismo grado sonoro y sin que un instrumento tape al otro.
Tres cuartos de cobla
compuesta por un sac de gemecs, una tarota, un flabiol y un tamboret tocados por tres músicos (el flabiol y el tamboril son interpretados por el mismo músico), de donde viene la denominación de "tres cuartos", tiene un origen medieval procedente de los grupos de juglares. En el siglo XVIII las coblas de ministrils estaban formadas por el flabiol con el tamboril, la tarota y la xeremía (o sac de gemecs) y solían tener un papel muy importante en las diferentes fiestas y actos que se celebraban en los pueblos. La cobla estaba bien compensada musicalmente ya que el tamboril se encargaba de la parte de ritmo y de las notas graves, la cornamusa marcaba la melodía y la armonía, el flabiol doblaba la melodía picando las notas y el a la tarota tenía el papel de realizar la segunda voz de la melodía (sonando una octava por debajo de la xeremía y el flabiol).

## Repertorio
Atendiendo a la dilatada historia del instrumento el repertorio de la xeremía es muy amplio, más aún cuando está encuadrada, como es normal, en la colla.
Hay dos períodos claramente diferenciados, un primer período en el que la transmisión musical era cerrada, cada pareja de xeremiers mantenía su repertorio sin introducir nuevas piezas impidiendo, también, que otras parejas pudieran adoptar las propias llegando a no tocar delante de otras collas para evitar que alguien pudiera copiar sus canciones. este período ha dejado como resultado las diferencias de estilo musical  entre los distintos grupos de diferentes pueblos. El otro período ha sido el de difundir la música y el aprendizaje de la misma.
Hay piezas documentadas poco después de la conquista de las islas por el reino de Aragón como las danzas de los cossiers de Montuiri, Algaida, Manacor y Pollensa o los Cavallets que se bailan en Felanich, Pollensa y Artá. También están las danzas de Sant Joan Pelós (o Sant Joan Pelut), los Moratons, los Indis y los Balls de Cintes, estos últimos casi desaparecidos. Junto a estas piezas se tocan otras como jotas y boleros así como pasodobles, rumbas, valses, etc.

## Frases formadas conxeremía
Con el concepto de xeremía se ha realizado una serie de fraseología popular. Algunas frases hacen referencia a la "alegría" de la xeremía, otras a su forma o a su sonido. Como ejemplo tenemos las siguientes frases hechas:
- Content com unes xeremies, Alegre como una gaita.
- Plorar com unes xeremies, Llorar como una gaita.
- Dits, dits, que vent no en falta Dedos, dedos, que viento no falta.
- Riure-se´n des Sant i ses xeremies Reírse del santo y la gaita.
- Mes inflat que unes xeremies, Más hinchado que una gaita.[2]